# Misumena
Misumena este un gen de păianjeni din familia Thomisidae.

## Specii[1]
- Misumena adelae
- Misumena alpha
- Misumena amabilis
- Misumena annapurna
- Misumena arrogans
- Misumena atrocincta
- Misumena beta
- Misumena bicolor
- Misumena bipunctata
- Misumena citreoides
- Misumena conferta
- Misumena fasciata
- Misumena fidelis
- Misumena frenata
- Misumena ganpatii
- Misumena greenae
- Misumena grubei
- Misumena indra
- Misumena innotata
- Misumena lorentzi
- Misumena luteovariata
- Misumena maputiyana
- Misumena maronica
- Misumena mridulai
- Misumena nana
- Misumena nigripes
- Misumena nigromaculata
- Misumena oblonga
- Misumena pallescens
- Misumena peninsulana
- Misumena picta
- Misumena platimanu
- Misumena quadrivulvata
- Misumena rubripes
- Misumena spinifera
- Misumena spinigaster
- Misumena tapyasuka
- Misumena terrosa
- Misumena variegata
- Misumena vatia
- Misumena vazquezae
- Misumena viridans